# Тадеуш Пейпер
Тадеуш Пейпер (Тадеуш Пайпер; пол. Tadeusz Peiper; 3 травня 1891, Подґуже (пол. Podgórze) — 10 листопада 1969, Варшава) — польський поет, літературний критик, теоретик поезії, есеїст, засновник і головний редактор журналу «Crossover», автор романів, газет, поеми (Na przykład, 1931), драми (Skoro go nie ma) і поетичної програми. Походив з єврейської родини, але досить швидко змінив віру на католицьку.

## Життєвий шлях
Був сином адвоката Авраама Маркуса і Сари. У 1921 році в Кракові заснував журнал «Crossover», який існував в 1922 по 1923 і з 1926 по 1927 роки, і об'єднав поетів групи письменників Awangarda Krakowska (Юліан Пшибось, Ян Бженковський, Ялу Курек). Поетичні замальовки Пейпера з'явилися в збірниках: 1925 — Nowe usta, 1930 — Tędy.
Працю поета Пейпер порівнював з трудом ремісника, вважав, що в поезії все так само має бути заплановано. Він змальовував такі символи сучасності як: місто, маги, машина, а їх абревіатура «3 × M» стала гаслом Awangarda Krakowska. Його теорія поезії відкидала мелодійність вірша, силабіку, проте допускала вільний вірш і тільки ті метафори, які можуть бути чітко інтерпретовані. Пейпер, як і футуристи, залишав поетичні традиції, тому що, на його думку, народження нової реальності не могло настати при використанні старих схем. Він захищав важку мову поезії, і як поет не міг називати стани та емоції безпосередньо, як це робиться в прозі; дотримувався скорочень і виду тексту «без вати слів» в силу того факту, що сучасна поезія повинна відійти від свого первісного виду, яким була пісня. В поетичній концепції Пейпера обов'язково присутні протиріччя, і саме тому частина поетів Awangarda Krakowska відмовились від його поетики.
На початку Другої світової війни, евакуювався до Львова, де співпрацював з Александром Ватом. В 1940 році був арештований НКВС і вивезений вглиб СРСР. До Польщі повернувся у 1944 році.
Помер 10 листопада 1969 року, похований на Військовому кладовищі на Повонзках.

## Творчість

### Томи поетичних творів
- 1924 — А
- 1924 — Живі лінії
- 1929 — Раз

### Зібрані та об'єднанні твори
- 1972 — Тоді. Нові уста
- 1974 — Думки про поезію
- 1974 — Про все і ще про щось.
- 1978 — Повісті
- 1979 — Поеми і театральні твори
- 1991 — Первші три місяці
- 2000 — Між людьми на сцені і на екрані
- 2004 — Габріеля Запольська, як акторка

Переклав польською «Собаку на сіні» Лопе де Веги (1956).